# Karai Hachiemon
De senryu, een variant van de haiku, is genoemd naar de Japanse haikudichter Karai Hachiemon (1718-1790) die de bijnaam Senryu ('waterwilg') droeg en onder deze naam publiceerde.
Het is in Japan heel gebruikelijk dat dichters een bijnaam hebben.
- CiNii: DA01065329
- Gemeinsame Normdatei: 110479939
- International Standard Name Identifier: 0000 0000 8430 719X
- Library of Congress Control Number: n83173194
- Bibliotheek van het Japanse parlement: 00270275
- Nationale Bibliotheek van Israël: 987007344066505171
- Virtual International Authority File: 18602295
- WorldCat: E39PBJrrv3pdgGQjF8MdqpDpfq